# Hubert Ginn
Hubert Ginn (Savannah, Georgia; 4 de enero de 1947 – 21 de septiembre de 2023) fue un jugador de fútbol americano de Estados Unidos que jugó nueve temporadas en la NFL con tres equipos en la posición de running back y ganó dos anillos de Super Bowl.

## Carrera
Fue seleccionado en la novena ronda en la posición global 2011 del Draft de la NFL de 1970 por los Miami Dolphins proveniente de los Florida A&M Rattlers como el running back suplente por cuatro temporadas, donde ganó el título de conferencia en 1971 y el título del Super Bowl VII ante los Washington Redskins como el único equipo campeón invicto.
En 1973 sería cambiado a los Indianapolis Colts por el full back Don Nottingham y una selección de sexta ronda del Draft. Aunque jugó poco en sus primeros cuatro años con los Dolphins, su tiempo en el emparrillado con los Colts fue aún menos, sufrió de osteocondrosis en un dedo y se negó a ser inyectado para poder jugar, por lo que fue puesto en la lista de waivers por los Colts en 1974 y fue recontratado por los Miami Dolphins.
Después de iniciar la temporada de 1976 fue puesto en la lista de lesionados de los Dolphins y después fue colocado en la lista de waivers en octubre, donde fue tomado por los Oakland Raiders, con los que ganó el Super Bowl XI ante los Minnesota Vikings.
Luego de dos temporadas con los Raiders fue puesto en libertad en 1978 y se retiraría.